# Estadio Municipal de Gualaquiza
3°24′23″S 78°34′48″O / -3.40637, -78.58000
El Estadio Ciudad de Gualaquiza es un estadio multiusos. Está ubicado en la ciudad de Gualaquiza, provincia de Morona Santiago. Fue inaugurado el 31 de diciembre de 2006. Es usado para la práctica del fútbol, tiene capacidad para 5000 espectadores.

## Historia
El estadio ha desempeñado un importante papel en el fútbol local, ya que los clubes de gualaquicenses como el Club Deportivo Estudiantes del Cenepa hacen de local en este escenario deportivo, que participan en la Segunda Categoría de Ecuador.
El estadio es sede de distintos eventos deportivos a nivel local, ya que también es usado para los campeonatos escolares de fútbol que se desarrollan en la ciudad en las distintas categorías, también puede ser usado para eventos culturales, artísticos, musicales de la localidad.
El estadio tiene instalaciones modernas con camerinos para árbitros, equipos local y visitante, zona de calentamiento, cabinas de prensa, y muchas más comodidades para los aficionados.
Además el recinto deportivo es sede de:
- Campeonatos Intercolegiales de fútbol.
- Entrenamientos disciplinas fútbol y atletismo

En el estadio se han realizado finales de campeonatos de Gualaquiza de Serie A como cuando el Club Deportivo Estudiantes del Cenepa ganó la final y clasificó al Campeonato Provincial de Segunda Categoría de Morona Santiago, también se han jugado finales de Serie B como la realizada en 2015 entre el Club Colegio Gualaquiza y el Leones S.C.; dando como resultado la victoria y el título del equipo colegial esto significó su ascenso al torneo Serie A del cantón: También se han jugado ediciones de la Copa Gualaquiza en el año 2015 la final la jugaron el Club Camilo Gallegos con el Club Cuenca, el partido se decidió en la tanda de penaltis donde el club Gallego se llevó la victoria y el título.

## Ampliación
En el año 2014 se decide ampliar el estadio municipal a través de un crédito que fue financiado por el Gobierno Autónomo Descentralizado Municipal De Gualaquiza, el Ing. Franklin Mejía fue el encargado de realizar la obra que consistió en la ampliación de la tribuna principal, con esta mejora el estadio quedó listo para ser utilizado en Campeonatos de Segunda Categoría profesional.